# ويلمينغتون (إلينوي)
ويلمينغتون، مقاطعة ويل (إلينوي) (بالإنجليزية: Wilmington, Will County, Illinois)‏ هي مدينة تقع في الولايات المتحدة في مقاطعة ويل، إلينوي. يقدر عدد سكانها بـ 5,600 نسمة ومساحتها 11.7 كم2 .